# Vejers
Vejers ligger i Sydvestjylland og er en bebyggelse i Oksby Sogn i Varde Kommune mellem Blåvand og Grærup. Bebyggelsen hører til Region Syddanmark.
Vejers blev indlemmet i Oksbøl Skyde- og Øvelsesterræn i 1967-69, hvor huse og jorder i byen blev eksproprieret. Der er næsten ingen huse tilbage, og der bor ingen mennesker i Vejers mere.
Ved Vestkysten 3 kilometer vest for Vejers ligger sommerhusområdet Vejers Strand. Ved stranden i yderste klitrække ligger Strandhotellet i Vejers.
55°37′6.93″N 8°11′0.07″Ø / 55.6185917°N 8.1833528°Ø